# Eastern Professional Hockey League (2008–2009)
Eastern Professional Hockey League, EPHL, är en professionell ishockeyliga på lägre nivå i Nordamerika. Ligan bildades säsongen 2008–2009. Ligan innehåller första säsongen fyra lag som kommer från nordöstra USA, med lag från Connecticut, New Jersey och New York.